# Jusepe Ximénez
Jusepe Ximénez, José Ximénez o José Jiménez (Tudela, hacia 1600-Zaragoza 9 de agosto de 1672) fue un organista y compositor barroco español.

## Vida
Ximénez probablemente comenzó su carrera musical en Tudela, como su hermano Melchor Ximénez, que se quedó de organista en la ciudad natal. Jusepe se trasladó antes de 1619 a Zaragoza para convertirse en infante en el coro de la Seo, siendo alumno de Aguilera de Heredia. A los dieciocho se convierte ayudante de organista de la Seo a petición de Heredia, tras la muerte de Diego Gascón, que ocupaba el puesto hasta el momento. El prestigio de Heredia permitió que el cabildo aceptara la decisión de elegir al mejor alumno para el puesto y no hacerlo por oposición. En 1625 consigue el puesto a perpetuidad, el mismo año en que se ordena sacerdote.
A la muerte de Aguilera en 1627, y tras ocho años de segundo organista, pasará a ser el organista principal, permaneciendo en el puesto 45 años, hasta su muerte en 1672. Al igual que había ocurrido con Aguilera, Ximénez pudo elegir sucesor, siendo el afortunado su sobrino Andrés de Sola.
La fama de Ximénez llegó a ser tan grande que pudo rechazar en 1654 una oferta para ser organista de la Capilla Real de Madrid. Premios fueron no sólo el poder elegir a su sucesor, sino los periódicos aumentos de sueldo recibidos. Felipe Pedrell dijo de sus composiciones que eran notables, sin saber quien las había compuesto. Incluso la partida de defunción da muestra del aprecio en que se le tenía: «insigne organista y ejemplar sacerdote».

## Obra
En total, se conservan 27 composiciones suyas, entre las que se encuentran tientos, batallas, Pangelingua, Sacris solemniis y diversos versos que se encuentran en El Escorial y de la Biblioteca de Cataluña.